# Sender Reichenbach/O.L.
Der Sender Reichenbach/Oberlausitz war ein Mittelwellensender mit einer Leistung von 3 kW, der sich nördlich des Stadtgebiets von Reichenbach/O.L. befand.

## Geschichte
Der erste, 1937 gebaute Sendeturm des Mittelwellensenders Reichenbach war ein freistehender, 100 Meter hoher Turm aus Kiefernholz, wobei auch Lärchenholz verarbeitet worden sei. An dessen Spitze befand sich als Dachkapazität ein achteckiger Ring aus Bronze mit einem Durchmesser von 11 Metern. Das Antennenkabel wurde senkrecht vom Fuß an die Spitze des Mastes geführt. Der Hochfrequenzteil des Senders war ein Telefunken-Produkt mit einer Sendeleistung von 5 kW, die später verstärkt wurde. Er galt „technisch und baulich als modernster Rundfunksender Deutschlands“.
Zwei Monate nach dem Start des Probebetriebs am 2. Mai 1937 ging er am 8. Juli des gleichen Jahres offiziell auf Sendung. Als „Sender Görlitz“ (Nebensender des Reichssenders Breslau), zu dem auch ein Studio im Görlitzer Ständehaus gehörte, übertrug der Sender bis zur Vereinheitlichung des Reichsprogramms im Juni 1940 teilweise auch regionale Sendungen. Bis zum Ende des Zweiten Weltkriegs arbeitete er mit dem Sender Gleiwitz im Gleichwellenbetrieb.
Das nationalsozialistische Durchhalteprogramm wurde bis Ende April 1945 gesendet. Der Sendeturm wurde auf Befehl des Nazi-Sendeleiters am 7. Mai 1945 gegen 21.00 Uhr gesprengt – die Rote Armee stand da schon im nördlichen Teil der Stadt.
Die technischen Anlagen des Senders blieben unversehrt und wurden im Frühjahr 1946 auf Befehl der
SMAD demontiert, verpackt und nach Berlin in die zentrale Postdienststelle Tempelhof, wenig später nach Potsdam-Wildpark gebracht. Mit dieser Sendeanlage und weiteren Teilen wurden die technischen Voraussetzungen für den Programmbeginn des Landessenders Potsdam des Berliner Rundfunks geschaffen.
In Reichenbach wurde 1950 wieder ein kleiner 0,5-kW-Sender errichtet. Dieser übertrug das Programm des erneut gegründeten Mitteldeutschen Rundfunks und ab 1953 auch Sendungen in sorbischer Sprache.
Zuletzt verwendete der Sender Reichenbach/Oberlausitz als Sendeantenne einen 50 Meter hohen, abgespannten, obengespeisten Stahlfachwerkmast mit kreuzförmiger Dachkapazität. Der selbststrahlende Sendemast wurde 1999 erneuert. Bis April 2013 wurde das Programm von MDR Info auf 1188 kHz mit einer Leistung von 3 Kilowatt ausgestrahlt.
Am 30. April 2013 um 6 Uhr morgens endete die Mittelwellenübertragung von MDR Info aus Reichenbach mit der Aufschaltung einer Hinweisschleife, die auf den alternativen Empfangsweg DAB+ hingewiesen hatte und sollte eigentlich noch bis zum 6. Mai 2013 um 6 Uhr laufen. Allerdings wurde aufgrund eines technischen Fehlers erst gegen 10:10 Uhr abgeschaltet. Nach der Abschaltung der Hinweisschleife um 6 Uhr wurde das reguläre Programm von MDR Info von der Elektronik des Senders in Reichenbach nochmals aufgeschaltet, da dieser kein Signal erkannte auf das Ersatzsignal vom Astra-Satelliten, statt von der direkten Richtfunkstrecke, über die die abgeschaltete Hinweisschleife lief umschaltete. Um 9 Uhr wurde dann nochmals die Hinweisschleife aufgeschaltet. Da sich der Sender aus der Ferne nicht abschalten ließ, wurde der Sender manuell von einem Techniker der Senderbetreibers Media Broadcast vor Ort abgeschaltet. Dieses bzw. ein ähnliches Phänomen war auch bei den ebenfalls an diesem Tag abgeschalteten Mittelwellensendern in Wiederau und Wilsdruff zu beobachten. Damit gibt es keine Rundfunkübertragungen mehr von diesem Standort.
Am 22. Juli 2013 wurde der selbststrahlende Sendemast mit Dachkapazität umgelegt. Damit endet die Geschichte des Mittelwellensenders Reichenbach.